# كلينت تريسي
كلينت تريسي (بالإنجليزية: Clint Tracy)‏ هو سياسي أمريكي، ولد في 1974 في غرينفيل في الولايات المتحدة. حزبياً، نشط في الحزب الجمهوري. وقد انتخب عضو مجلس نواب ولاية ميسوري.